# Maison Peter-Lyall
La maison Peter-Lyall est une maison bourgeoise située dans le quartier du Mille carré doré à Montréal, au Canada.  Elle fut commandée par un entrepreneur montréalais d’origine écossaise, Peter Lyall. 

## Histoire
Construite en 1889, cette résidence fut conçue et réalisée par l’architecte John James Browne dans le style néoroman en suivant les principes de l'architecture victorienne,. Selon l’auteur Guy Pinard,  le style de l’édifice correspondrait plutôt au style néo-Renaissance française en raison de certains éléments caractéristiques propres à ce style, notamment « la tour cornière ronde surmontée d’une tourelle à pignons jumelés (au sud), la tour à trois faces (au nord) ou encore, le toit mansardé percé de lucarnes à fronton ». 
Parmi les principaux entrepreneurs ayant participé aux travaux de construction, la Peter Lyall & Son Company exécuta les travaux de maçonnerie, Henry Beaumont réalisa les travaux de sculpture et Wm. Ford effectua les travaux de charpenterie,.
Cette résidence ne fait l’objet d’aucune mesure de protection qui lui est spécifique. Elle est néanmoins située dans le secteur de valeur patrimonial exceptionnel « Guy-Drummond » depuis le 10 décembre 2004,,.
La maison Peter-Lyall fut une auberge de jeunesse d'avril 2012 à mars 2020 sous le nom d'Auberge Bishop.

## Localisation
La maison Peter-Lyall est située au 1445, rue Bishop, dans le quartier du Mille carré doré de l'arrondissement Ville-Marie de Montréal. Elle est localisée à environ 3,1 km du Vieux-Montréal. Le site est desservi par la station de métro Guy-Concordia de la ligne verte et par la ligne d’autobus no  15 Sainte-Catherine.

## Chronologie
| Années  | Étapes de construction                                                             | Architectes        | Entrepreneurs                                                                               |
| ------- | ---------------------------------------------------------------------------------- | ------------------ | ------------------------------------------------------------------------------------------- |
| 1889    | Construction,                                                                      | John James Browne, | Peter Lyall & Son Company : maçonnerie, Wm. Ford : charpenterie, Henry Beaumont : sculpture |
| 1922    | Division de la maison en appartements et transformation de l’écurie en garages     | Joseph Sawyer      | Jos. Marcotte                                                                               |
| 1923    | Ajout à l’arrière                                                                  |                    | Jos. Marcotte                                                                               |
| 1942    | Transformation des garages en appartements,                                        | Joseph Sawyer,     | A. Valentine & Co,.                                                                         |
| 1967    | Réaménagement d’un appartement en boutique                                         |                    | M. D. Heideman                                                                              |
| 1970-71 | Modifications intérieures et remplacement d’une fenêtre par une porte coulissante, |                    | Gerry Sperlich,                                                                             |
| 1972-73 | Modifications intérieures et construction d’un toit sur la terrasse,               |                    |                                                                                             |

## Description
Véritable manoir, plusieurs éléments de son architecture sont dignes d'un château de style Renaissance française: sa tour cornière ronde surmontée d'une tourelle à pignons. La façade possède aussi un tour à trois faces et un toit mansardé percé de lucarnes à fronton et recouvert de bardeaux en "écailles de poisson". Les fenêtres sont de formes diverses, le porche est en arc et est encadré de colonnes de marbre poli. Les panneaux entre les fenêtres montrent des visages médiévaux ainsi que des motifs antiques qui sont encore aujourd'hui bien préservés.
L'artiste qui sculpta la façade de la maison est  Henry Beaumont, qui a aussi exprimé son talent dans une trentaine de projets dont le Vieux Sun Life, une succursale de la Banque de Montréal ainsi que trois édifices de l'Université McGill (Pinard 1987).
Il est étonnant de constater que les sculptures de la façade sont très bien conservées, malgré les années et les épreuves du climat québécois. Ceci s'explique par la pierre de grès rouge que fit venir Monsieur Lyall de Corncockle (Ville de Lochmaben, dans le district de Dumfries and Galloway) en Écosse. Cette pierre est très dure, et contient de la silice qui résiste à la corrosion ainsi qu'aux variations de température.

## Sources

### Ouvrages
- Communauté Urbaine de Montréal, Répertoire d'architecture traditionnelle sur le territoire de la Communauté Urbaine de Montréal : Les résidences, Service de la planification du territoire (CUM), 1987, 803 p.
- Québec, Dossier 25 : Inventaire des bâtiments du Vieux-Montréal, Montréal, Ministère des affaires culturelles : direction générale du patrimoine, 1977
- Raymonde Gauthier, L’Architecture de Montréal : Maison Peter-Lyall, Montréal, Libre Expression : Ordre des architectes du Québec, 1990
- Guy Pinard, Montréal, son histoire, son architecture : Maison Peter-Lyall, Montréal, Éditions La presse, 1987, 35 p.
- (en) François Rémillard et Brian Merrett, Montreal Architecture : A Guide to Styles and Buildings : Maison Peter-Lyall, Montréal, Édition du Méridien, 1989, 88 p.
- François Rémillard, Demeures bourgeoises de Montréal : le Mille carré, 1850-1930 : Maison Hugh Alan, Montréal, Édition du Méridien, 1986, 117 p.

### Articles de périodique
- « Maison Peter-Lyall », Le Prix courant, vol. 5, no 10,‎ 1889
- (en) « Peter Lyall House », The Canadian Architect and Builder, vol. 4, no 4,‎ avril 1891
- (en) W. H. Atherton, « Montreal from 1535 to 1914 », The S. J. Clarke Publishing Company, vol. 3,‎ 1914, p. 210

### Ressource électronique
- Ville de Montréal, « 1445, rue Bishop », sur Grand répertoire du patrimoine bâti de Montréal (consulté le 26 septembre 2013)
- Ville de Montréal, « Statuts patrimoniaux », sur Grand répertoire du patrimoine bâti de Montréal (consulté le 21 mai 2013)

### Autres sources
- Règlement révisant le plan d'urbanisme de la ville de Montréal, Conseil municipal de la ville de Montréal, règlement no 04-047, 22 novembre 2004, entré en vigueur le 10 décembre 2004, en ligne http://ville.montreal.qc.ca/portal/page?_pageid=3619,4034063&_dad=portal&_schema=PORTAL (consulté le 23 mai 2013).
- Service des permis et inspections de la Ville de Montréal:
  - permis no 2581, 1922-06-08 ;
  - permis no 1045, 1923-04-25 ;
  - permis no 710, 1942-04-13 ;
  - permis no 1537, 1942-06-10 ;
  - permis no 2381, 1967-09-15 ;
  - permis no 1803, 1970-07-06 ;
  - permis no 1950, 1971-07-02 ;
  - permis no 3696, 1972-10-12 ;
  - permis no 1929, 1973-03-16 ; et
  - permis no 2701, 1973-06-07.